# Kud puklo da puklo (televizijska serija)
Kud puklo da puklo je hrvatska telenovela. Serija je sa snimanjem krenula 1. lipnja 2014., a s emitiranjem 15. rujna 2014. godine na Novoj TV. Serija se emitirala od ponedjeljka do petka u 21:30h. Snimanje prve sezone serije Kud puklo da puklo završilo je 14. ožujka 2015., a emitiranje prve sezone završilo je 7. lipnja 2015. godine. Emitiranje druge sezone započelo je 7. rujna 2015. Snimanje popularne serije Kud puklo da puklo završilo je 31. ožujka 2016., a emitiranje 9. lipnja 2016. godine.

## Radnja

### Prva sezona
Radnja serije 'Kud puko da puklo' smještena je u slikoviti Oštrovac, selo na rubu izmišljenoga parka prirode Divogora. U središtu priče su rendžer nacionalnog parka Damir (Momčilo Otašević) i doktorica Katarina (Mirna Medaković Stepinac) koja zbog djedove oporuke dolazi živjeti u Oštrovac. Katarinin djed Đuro (Mate Gulin) koji je većinu života proživio kao samotnjak, oporukom ostavlja milijun eura svojim unucima Katarini, Tomislavu (Miran Kurspahić) i Kreši (Janko Popović Volarić), ali uz uvjet da godinu dana provedu u njegovoj derutnoj kući u Oštrovcu. U slučaju da ne uspiju u tome, novac pripada selu.
Kako je selo na rubu propasti, mladi odlaze, nema perspektive, ovaj novac bi mogao značiti njegov spas. Zato će selo, barem ispočetka, raditi sve kako bi Đurine unuke „istjeralo“ i dobilo taj milijun. Na čelu mjesnog odbora je Damirov otac Mile (Milan Štrljić), dok njegov ljutiti oponent Sveto (Žarko Radić) radi sve kako bi zasjeo na njegovu poziciju. U odboru su još i konzervativna učiteljica Barbara (Ecija Ojdanić), svećenik Mirko (Ivan Herceg), Milin najbolji prijatelj Stipe (Miodrag Krivokapić) i Ane (Barbara Vicković), vlasnica lokalne krčme. Svaki od njih, osim svećenika, vidi nekakav svoj interes u „tjeranju“ Đurinih unuka iz sela, ali to ne smiju raditi preočito i javno.
Đurini unuci se tako moraju boriti i sa selom i sa svakodnevnim egzistencijalnim nedaćama, u Đurinoj kući nema ni struje ni vode pa je njihov boravak u selu na neki način i bitka za preživljavanje u uvjetima na koje kao gradska djeca nisu navikli. Da situacija bude još teža, u borbi za Đurin milijun, nisu jedinstveni nego Tomislav, pod velikim utjecajem svoje majke Milice, radi sve kako bi Krešu i Katarinu eliminirao kao potencijalne nasljednike i sav novac zadržao za sebe.
Kako Damir jako brzo počne razvijati osjećaje prema Katarini, to će zajedno s prijateljima: Svetinim sinom, lokalnim majstorom Josipom (Asim Ugljen) i Stipinim sinom Ljubom (Stjepan Perić), lokalnim policajcem, pomagati Katarini i unucima da im život u mjestu bude što lakši i tako dolaziti u sukobe i s ocem i s ostalim mještanima, a posebice s Aninom kćerkom Snježanom (Jagoda Kumrić) koja je zaljubljena u njega i želi da Katarina ode. I Katarina će uskoro početi osjećati nešto prema Damiru, ali će se kočiti zbog zaručnika kojeg ima u Zagrebu pa će njeno ponašanje Damira prilično zbunjivati. Uz te vanjske prepreke, između nje i Damira postoje i na prvi pogled nepremostive zapreke u karakterima. On je pomalo konzervativni lokalni galeb koji misli da zna „što žena treba i gdje joj je mjesto“ dok je Katarina emancipirana i snažna ličnost, tvrdoglava na djeda Đuru.
Ovako postavljena ljubavna priča garantira i komične i romantične zaplete u maniri klasičnih romantičnih komedija, dok su svi ostali slikoviti likovi, kako seljani tako i obitelji Đurinih unuka u gradu, garancija zapleta u kojima će se komične situacije ispreplitati sa stvarnim i životnim problemima.

### Druga sezona
Prva sezona završila je sretnim završetkom. Unuci su osvojili nasljedstvo kojim su spasili selo od ovrhe, a ostatak novca su odlučili uložiti u gradnju hotela "Đurin san" na seoskom zemljištu. Dok traje ceremonija otvaranja hotela, u selo dolazi nepoznati muškarac – mafijaš Stanislav (Ranko Zidarić) u potrazi za dijamantima, no nizom nesretnih komičnih okolnosti on pogiba u hotelu.
Dario (Vladimir Posavec Tušek), njegov računovođa, dolazi u potragu za njim i dijamantima i nema izbora osim da se nastani sa svojom obitelji u Oštrovcu te pokuša doći do zakopanog blaga. Kad izludi od propalih pokušaja potrage za dijamantima, da bi prikrio svoj identitet, Dario se odluči baviti poljoprivredom. S vremenom otkrije da u tome uživa i da je u tome poprilično uspješan. Kroz rad na zemlji, on se zbližava sa svojim kćerima (Tina i Sara), te sve manje misli na dijamante. Nezadovoljna činjenicom da je njen suprug odustao od potrage za blagom, Miranda (Jelena Perčin) ostavlja Darija. I dok se Dario zbližava s Anom (Barbara Vicković) i uživa u životu daleko od grada, u Oštrovac se, u opasnom društvu, vraća Miranda, odlučna pronaći dijamante.
Katarina (Mirna Medaković Stepinac) i Damir (Momčilo Otašević) žive u Đurinoj kući, nedaleko od Mile (Milan Štrljić) i Zdenke (Suzana Nikolić) koji su im stalno za vratom. Dvije obitelji ubrzo počinju izluđivati jedna drugu, pojavljuje se niz humorističnih generacijskih i karakternih obiteljskih nesuglasica.

## Sezone
| Sezona | Sezona | Epizoda | Premijera sezone | Kraj sezone     |
| ------ | ------ | ------- | ---------------- | --------------- |
|        | 1      | 171     | 15. rujna 2014.  | 7. lipnja 2015. |
|        | 2      | 179     | 7. rujna 2015.   | 9. lipnja 2016. |

## Zanimljivosti
- Naslovnu pjesmu serije "Odo ja" izvodi hrvatska pjevačica Jelena Rozga.
- Prvu sezonu serije u prosjeku je pratilo više od 700 tisuća gledatelja, te je time osvojila titulu   najgledanije domaće serije u Hrvatskoj, i ulazi u TOP 3 najgledanijih formata, također i u drugoj sezoni ostaje najgledanija domaća serija u Hrvatskoj.
- Serija "Kud puklo da puklo" prodana je u više od 30 zemalja: BiH, Sloveniju, Srbiju, Crnu Goru, Bugarsku, Češku, Slovačku, Ukrajinu, zemlje arapskog govornog svijeta (kanal Zee Alwan), ukupno 22 zemlje Bliskog Istoka i Zapadne Afrike i dr.[1][2]

## Glumačka postava

### Glavna glumačka postava
| Glumac/ica               | Lik                                 | Opis lika | Sezona u seriji |
| ------------------------ | ----------------------------------- | --- | --------------- |
| Mirna Medaković Stepinac | Katarina Gavran (djevojačko Došen)  | Katarina je zgodna, pametna, duhovita, tvrdoglava, neposlušna i vrlo strasna kad se bori za svoje stavove. | 1-2             |
| Momčilo Otašević         | Damir Gavran                        | Zgodan, duhovit, sportski spretan, zabavan. Odgojen je tradicionalno, ali u obitelji s puno ljubavi tako da su ljubav i briga za obitelj (i selo) duboko usađeni u njega. | 1-2             |
| Vesna Tominac Matačić    | Višnja Došen                        | Katarinina majka i Markova supruga. Panična te je često izluđuje Markovo ponašanje. Podržava svoju kćer u njezinim odlukama. | 1-2             |
| Željko Pervan            | Marko Došen                         | Tradicionalni otac koji se malo prilagodio gradu, ali u sekundi se pretvori u diktatora. Njegovi stavovi izluđuju Katarinu i suprugu Višnju. | 1-2             |
| Suzana Nikolić           | Zdenka Gavran (djevojačko Baburić)  | Milina supruga i Damirova majka. Nekadašnja Svetina ljubav, što dodatno narušava, ionako loše, Miline i Svetine odnose. Uživa u svom zanimanju - domaćica. | 1-2             |
| Milan Štrljić            | Mile Gavran                         | Mile svoju ulogu predsjednika mjesnog odbora ozbiljno shvaća. Izborna je godina i njegov je program: spasiti selo od raseljavanja tako da pokrene davno zatvorenu pilanu. Mile je oko svega smrtno ozbiljan i rijetko se smije, no to ne znači da je Mile mrgud. | 1-2             |
| Sanja Vejnović           | Milica Mamić (djevojačko Došen)     | Đurina kćer preslika je svog oca. Najmlađa od njih, najduže je ostala u selu i to obitelji nikad nije oprostila, kao ni optužbe da je ona ubila majku (majka je naime umrla pri porodu). Milica u svemu gleda samo koliki je njen dio. I od njega ne odustaje ni pod koju cijenu. | 1-2             |
| Miran Kurspahić          | Tomislav Mamić                      | Tomislav je sin najmlađe Đurine kćeri Milice. Od majke je naslijedio averziju prema ovom selu i selu uopće i ne priznaje život izvan grada. Oženjen je sa Snježanom i imaju dijete. | 1-2             |
| Janko Popović Volarić    | Krešo Kolarić                       | Krešo na početku djeluje kao najsmireniji i najozbiljniji, ali to je zato što je jedini od njih u ozbiljnim problemima. Krešini su roditelji umrli, jedan za drugim i tetak i tetka su mu jedina obitelj koju ima. | 1-2             |
| Ecija Ojdanić            | Barbara Murgić                      | Pomalo hladna, preambiciozna u svemu i nikada pomirena s činjenicom da živi na selu, Barbara je pri tom i razočarana činjenicom da joj jedina kćer Diana nije bila u stanju završiti ništa više od tečaja za manikuru i frizuru. | 1-2             |
| Tijana Pečenčić          | Diana Tepavac (djevojačko Murgić)   | Barbarina kćer, Josipova supruga, Snježanina najbolja prijateljica. Frizerka je i neambiciozna. | 1-2             |
| Miodrag Krivokapić       | Stipe Žulj                          | Policajac u penziji, Stipe je udovac, a već godinama mu se sviđa Ane. Milin je najbolji prijatelj, iako se često posvađaju zbog Miline sebičnosti. | 1-2             |
| Žarko Radić              | Sveto Tepavac                       | Sveto je pola života proveo u Švicarskoj (što stalno naglašava) mrzeći Milu, zato što mu je oteo Zdenku, prema kojoj on ni danas nije ravnodušan. Osim Mile, mrzi i Stipu, samo zato što su nerazdvojni. Često je ‘štedljiv’, a nekim mještanima i škrt. | 1-2             |
| Asim Ugljen              | Josip Tepavac                       | Josip je vedrog duha, spretan majstor koji nikad nije poželio napustiti selo i ne vidi u tome nikakav problem. Može otići kad hoće, ali ne želi. Vješt je u popravljanju svega. U braku je s Dijanom. | 1-2             |
| Barbara Vicković         | Ane Jelaska                         | Ane je samohrana majka, vesela, zgodna, oštra i duhovita jezika, kuha fantastično i zna baratati puškom. | 1-2             |
| Jagoda Kumrić            | Snježana Mamić (djevojačko Jelaska) | Anina kćer, u braku je s Tomislavom i imaju kćer. Dijanina je najbolja prijateljica. | 1-2             |
| Ivan Herceg              | don Mirko Komadina                  | Svećenik je sve suprotno od očekivanog. Izuzetno obrazovan, pametan i duhovit. Sa svima je u odličnim odnosima jer im ne pametuje nego pomaže čak i u fizičkim poslovima | 1               |
| Stjepan Perić            | Ljubo Žulj                          | Ljubo je ozbiljan policajac, duhovit i pozitivac. On, Damir i Josip su najbolji prijatelji od djetinjstva i stalno su zajedno. Ljubo je nastavio obiteljsku tradiciju nošenja uniforme i u planu mu je napredovati do inspektora, što mu i uspjeva. | 1               |
| Vladimir Posavec Tušek   | Dario Žeravica                      | Dario je računovođa, vrlo vješt i precizan i kao takav je, još na početku karijere, zapažen u kriminalnim krugovima. Kako je po prirodi samozatajan i pomalo plašljiv, teško se mirio s pozicijom mafijaškog računovođe, no ubrzo mu se svidjelo kada je shvatio da mu ta pozicija donosi dosta stvari koje prije nije mogao imati – novac, poštovanje i naravno lijepe djevojke, ali i stres i žgaravicu tako da je cijelo vrijeme u sukobu sam sa sobom. Iz prvog braka ima dvije kćeri – Saru i Tinu. Njegov odnos s kćerima je u osjetljivoj fazi.                                                                  | 2               |
| Jelena Perčin            | Miranda Žeravica                    | Miranda je Darijeva druga supruga koja je prije udaje bila hostesa/manekenka/pjevačica, ne pretjerano uspješna jer nije baš previše bistra, ali je zato ambiciozna i atraktivna. Miranda je vrlo zabavna osoba dok je sve po njenom i dok je ona u centru pažnje, no kad toga nema, zna biti vrlo neugodna. Miranda nije sebe zamišljala u ulozi maćehe. Više je kćerima željela glumiti prijateljicu, no nije računala na otvorenu Tininu mržnju i prezir pametne Sare. U tom će odnosu ona uvijek izvući deblji kraj.                                                                                                 | 2               |
| Monika Mihajlović        | Tina Božić (djevojačko Žeravica)    | Tina je mlada buntovna djevojka koja nije još sigurna što bi sa sobom u životu. Međutim, taj njen prkos i inat samo su maska ispod koje se krije tužna djevojka. Upisala je fakultet na koji su je roditelji nagovorili, ali cijelu godinu nije uopće odlazila na predavanja i kad je pala godinu, majci Suzani je pukao film pa ju je poslala ocu na preodgoj. A otac, iz nekog razloga, privremeno živi u Oštrovcu. Romantične osjećaje razvit će prema seoskom policajcu Mati. | 2               |
| Katja Rožmarić           | Sara Žeravica                       | Sara je draga djevojčica, pomalo šutljiva,inteligentna i znatiželjna. Boluje od astme. Nju zanima sve: matematika, knjige, kemija, životinje... Ima ambiciju postati znanstvenica i pronaći lijek za astmu i sve druge bolesti. Kako joj mama nikad nije dala da ima ozbiljnog kućnog ljubimca, osim zamorca, život na selu je Sari kao u raju. Njeni će najbolji prijatelji u selu biti Hund i Stipe. Sestri zamjera nedostatak ambicije jer ona misli da svatko treba imati svrhu na planeti. | 2               |
| Petar Burić              | Mate Božić                          | Mate je novi mladi policajac koji dolazi u Oštrovac da popuni upražnjeno mjesto. Mate je u svom poslu jako revan i ozbiljno ga shvaća pogotovo stoga što mu je ovo prvi put da sam vodi postaju pa makar to bila i ova oštrovačka. Mate je dijete sa sela i prilično je ozbiljan za svoje godine. On, za razliku od Tine, nije imao bogate roditelje da mu ispunjavaju želje pa si je sam plaćao studij, paralelno radio i studirao i posao policajca mu je sve što ima. Međutim, on je friški pitomac i do sada nije imao ozbiljnijeg policijskog iskustva. Romantične osjećaje će razviti prema Darijevoj kćeri Tini. | 2               |
| Sandra Lončarić          | Suzana                              | Suzana je starija verzija Mirande, Darijeve nove žene. Nije ni ona puno pametna, kao ni Miranda, ali je lukava i tim putem je puno naučila. Od Darija se rastala jer joj je počela smetati njegova neambicioznost i manjak interesa za uzbudljivim životom. Suzana je uvijek htjela biti svojim kćerima prijateljica ne shvaćajući da cure žele mamu, pa otuda i njihovi problemi u komunikaciji. Od starije kćeri Tine je pokušavala napraviti kopiju sebe, ali nije uspjela, a od mlađe je odavno odustala i ustvari joj se malo i divi.                                                                              | 2               |
| Tomislav Krstanović      | don Franjo Olić                     | Velečasni Franjo je mlad i entuzijastičan svećenik koji se odlučio na taj poziv iz iskrene potrebe da pomaže ljudima. Kako mu sjedenje u crkvi nije bilo dovoljno, odlučio je otići u Afriku u misiju. Franji je tamo dobro išlo sa stanovništvom, ali je svojim pristupom naljutio staru školu svećenika koji su ga proglasili revolucionarom i poslali natrag u Hrvatsku. Biskup nije baš oduševljen njime pa ga šalje u Oštrovac kao policijskog špijuna. | 2               |

### Sporedna glumačka postava
| Glumac/ica             | Lik                           | Sezona u seriji |
| ---------------------- | ----------------------------- | --------------- |
| Mislav Čavajda         | Denis Osvaldić                | 1               |
| Edita Karađole         | baba Milka †                  | 1               |
| Slavko Juraga          | vlč. Ante Rukavina            | 1-2             |
| Josip Klobučar         | Slave                         | 1-2             |
| Ivan Bratković †       | Ive                           | 1-2             |
| Robert Ugrina          | Vjekoslav "Vjeko" Bokarica    | 1-2             |
| Igor Hamer             | Zlatko "Mrki" Bokarica        | 1-2             |
| Saša Anočić †          | Srećko Brbota                 | 1-2             |
| Ana Maras Hermander    | Larissa Karina                | 1-2             |
| Ivan Šarić             | Duško "Dule" Šimac            | 1-2             |
| Asja Jovanović         | Ika Orešković †               | 2               |
| Slaven Knezović        | inspektor Ivan Rakić          | 1-2             |
| Igor Hamer             | Đuro Došen                    | 1               |
| Živomir Ličanin        | Biskup Andrija                | 1               |
| Ana Vilenica           | Vlatka                        | 1               |
| Siniša Ružić           | Stanko                        | 1               |
| Ante Krstulović        | Nediljko                      | 1               |
| Meliha Fakić           | Ljilja                        | 1               |
| Ivana Gudelj           | Valerija                      | 1               |
| Ljubica Jović          | Ivka Crnjak Baburić           | 1               |
| Nada Gačešić-Livaković | Biserka Baburić               | 1               |
| Jadranka Matković      | Baba Mara                     | 1               |
| Željko Duvnjak         | Franjo Osvaldić               | 1               |
| Gordana Slivka         | Julija Osvaldić               | 1               |
| Mišo Mihočević         | Jakov “Jack” Prpa             | 1-2             |
| Hrvoje Klobučar        | Inspektor Uremović            | 2               |
| Sanja Crljen           | Prosvjetna inspektorica       | 2               |
| Armin Omerović         | Mirsad “Mike” Bajramović      | 2               |
| Emina Pršić            | Sanja                         | 2               |
| Karmen Sunčana Lovrić  | Novinarka Anita Božić         | 2               |
| Ana Majhenić           | Striptizeta Dragica “Vragica” | 2               |
| Jelena Jovanova        | Nadalija Žulj                 | 2               |
| Vanda Winter           | Tereza Tokić                  | 2               |
| Ana Majhenić           | Dragica                       | 1               |

## Međunarodna emitiranja
- Serija je prodana je u više od 30 zemalja: BiH, Sloveniju, Srbiju, Crnu Goru, Bugarsku, Češku, Slovačku, Ukrajinu, zemlje arapskog govornog svijeta (kanal Zee Alwan), ukupno 22 zemlje Bliskog Istoka i Zapadne Afrike i dr.[1][2]

| Zemlja                     | TV mreža        | Premijera serije   | Kraj serije         |
| -------------------------- | --------------- | ------------------ | ------------------- |
| Hrvatska                   | Nova TV         | 15. rujna 2014.    | 9. lipnja 2016.     |
| BiH                        | RTRS            | 15. prosinca 2014. | 9. kolovoza 2016.   |
| BiH                        | FTV             | 15. prosinca 2014. | 9. kolovoza 2016.   |
| Srbija                     | Prva TV         | 23. veljače 2015.  | 25. listopada 2016. |
| Crna Gora                  | TV Vijesti      | 23. veljače 2015.  | 29. listopada 2016. |
| Slovenija                  | POP TV, KANAL A | 16. lipnja 2015.   | 26. prosinca 2016.  |
| Ujedinjeni Arapski Emirati | Zee Alwan       | 2. kolovoza 2015.  |                     |
| Makedonija                 | Sitel TV        | 11. lipnja 2018.   | prikazuje se        |

## Vanjske poveznice
- O seriji (Dnevnik.hr)
- Započelo je snimanje druge sezone hit serije 'Kud puklo da puklo' (Nova TV.hr  Arhivirana inačica izvorne stranice od 23. travnja 2021. (Wayback Machine))
- Službena facebook stranica
- Instagram  Arhivirana inačica izvorne stranice od 19. studenoga 2016. (Wayback Machine)
- Kraj snimanja hit serije 'Kud puklo da puklo' , Nova TV, 4. travnja 2016.